# Бжесько (Західнопоморське воєводство)
Бжесько (пол. Brzesko) — село в Польщі, у гміні Пижиці Пижицького повіту Західнопоморського воєводства.
Населення — 747 осіб (2011).
У 1975-1998 роках село належало до Щецинського воєводства.

## Демографія
Демографічна структура станом на 31 березня 2011 року:
|          | Загалом | Допрацездатний вік | Працездатний вік | Постпрацездатний вік |
| -------- | ------- | ------------------ | ---------------- | -------------------- |
| Чоловіки | 392     | 90                 | 266              | 36                   |
| Жінки    | 355     | 71                 | 211              | 73                   |
| Разом    | 747     | 161                | 477              | 109                  |